# Radical 97
El radical 97, representado por el carácter Han 瓜, es uno de los 214 radicales del diccionario de Kangxi. En mandarín estándar es llamado 瓜部, (guā　bù «radical “melón”»); en japonés es llamado 瓜部, かぶ (kabu), y en coreano 과 (gwa).
El radical «melón» aparece comúnmente rodeando el lado izquierdo y la parte inferior de los caracteres clasificados bajo este. En algunos casos, aparece en el lado derecho. Este radical clasifica caracteres cuyo significado está relacionado con plantas de la familia de las cucurbitáceas. Como ejemplos de lo anterior están 瓞, «melón joven»; 瓠, «calabaza».

## Nombres populares
- Mandarín estándar: 瓜字旁, guā zì páng, «carácter “melón” en un lado»; 瓜字底, guā zì dǐ, «carácter “melón” en la parte inferior».
- Coreano: 오이과부, oi gwa bu, «radical gwa-pepino».
- Japonés:　瓜（うり）, uri, «melón».
- En occidente: radical «melón».

## Galería
| Estilos antiguos                                 | Estilos antiguos                  | Estilos antiguos                        | Estilos antiguos                   | Estilos antiguos                   | Estilos empleados actualmente       | Estilos empleados actualmente  | Estilos empleados actualmente    | Estilos empleados actualmente   | Estilos empleados actualmente  |
|                                                  |                                   |                                         |                                    |                                    |                                     | 瓜                             | 瓜                               |                                 |                                |
| 甲骨文 jiǎgǔwén (escritura de huesos oraculares) | 金文 jīnwén (escritura de bronce) | 简帛 jiǎnbó (escritura de bambú y seda) | 篆文 zhuànwén (escritura de sello) | 篆文 zhuànwén (escritura de sello) | 隸書 lìshū (estilo de los escribas) | 楷書 kǎishū (estilo regular)   | 楷書 kǎishū (estilo regular)     | 行書 xǐngshū (estilo corriente) | 草書 cǎoshū (estilo de hierba) |
| 甲骨文 jiǎgǔwén (escritura de huesos oraculares) | 金文 jīnwén (escritura de bronce) | 简帛 jiǎnbó (escritura de bambú y seda) | 大篆 dàzhuàn (sello grande)        | 小篆 xiǎozhuàn (sello pequeño)     | 隸書 lìshū (estilo de los escribas) | 繁體／繁体 fántǐ (tradicional) | 简体／簡體 jiǎntǐ (simplificado) | 行書 xǐngshū (estilo corriente) | 草書 cǎoshū (estilo de hierba) |

## Caracteres con el radical 97

| trazos | carácter |
| ------ | -------- |
| + 0    | 瓜       |
| + 3    | 瓝       |
| + 5    | 瓞 瓟    |
| + 6    | 瓠       |
| + 8    | 瓡       |
| + 11   | 瓢       |
| + 14   | 瓣       |
| + 17   | 瓤       |
| + 19   | 瓥       |